# Illiesonemoura tuberostyla
Illiesonemoura tuberostyla är en bäcksländeart som först beskrevs av Wu, C.F. 1962.  Illiesonemoura tuberostyla ingår i släktet Illiesonemoura och familjen kryssbäcksländor. Inga underarter finns listade i Catalogue of Life.